# Агризка
Агри́зка (рос. Агрызка) — річка в Росії, права притока річки Іж. Протікає територією Малопургинського району Удмуртії та Агризького району Татарстану.
Річка починається на заході Малопургинського району, майже на кордоні з Можгинським районом. Протікає спочатку на північний схід, після села Горд-Шунди повертає на південний схід. Після села Баграш-Бігра, коли річка входить в межі Татарстану, повертає на схід, але пригирлова ділянка знову спрямована на південний схід. Впадає до Іжа на південно-східній околиці міста Агриз. Береги у верхній течії заліснені, в середній — місцями. Приймає декілька дрібних приток, створено ставки.
Над річкою розташовані такі населені пункти:
- Малопургинського району — Горд-Шунди, Каймашур, Алганча-Ігра, Гожня, Курегово, Баграш-Бігра, 1084 км;
- Агризький район — місто Агриз